# Europas syge mand
Betegnelsen "Europas syge mand" er blevet brugt om et europæisk land, som gennemgår en periode med økonomiske vanskeligheder. Betegnelsen blev første gang benyttet i midten af 1800-tallet om det Osmanniske Rige, men er siden brugt på næsten alle andre europæiske stormagter i vanskeligheder.

## Oprindelse
Betegnelsen "Europas syge mand" tilskrives almindeligvis zar Nikolaj 1. af Rusland, som omtalte det osmanniske rige, der i stigende grad kom under økonomisk kontrol af andre europæiske stormagter og havde mistet områder i en række katastrofale krige, men det står ikke klart om han nogensinde brugte netop de ord. Breve fra sir George Hamilton Seymour, den britiske ambassadør i St. Petersborg, til Lord John Russell, i 1853, i optakten til Krimkrigen, citerer Nicolaj 1. for, at det osmanniske rige var "en syg mand - en meget syg mand", "en mand som "er blevet skrøbelig", eller en "syg mand ... alvorligt syg".
Det er ikke nemt at afgøre kilden til citatet. De nævnte artikler henviser til private dokumenter. Den mest troværdige offentligt tilgængelige kilde er en bog af Harold Temperley fra 1936. Temperley angiver datoen for den første samtale til 9. januar  1853, ligesom Goldfrank. Ifølge Temperley måtte Seymour under en privat samtale presse zaren til at være mere præcis om det osmanniske rige. Til sidst udtalte zaren: "Tyrkiet lader til at være i færd med at falde fra hinanden. Sammenbruddet vil være et stort uheld. Det er meget vigtigt at England og Rusland kommer til en god forståelse ... og at ingen af os tager et afgørende skridt, som den anden ikke er bekendt med." Og derpå, nærmere på den tilskrevne vending: "Vi har med en syg mand at gøre, en alvorligt syg mand, det vil være en stor fejltagelse hvis han en dag forsvinder mellem hænderne på os, især inden de nødvendige forberedelser er udført".
For at vise uenigheden mellem de to lande vedrørende det osmanniske rige er det vigtigt at tilføje, at den britiske ambassadør G. H. Seymour var enig med zar Nicolaj i hans diagnose, men han var helt uenig i zarens foreslåede behandling af patienten. Han svarede: "Deres majestæt er så nådig at De tillader mig at fremføre en yderligere iagttagelse. Deres majestæt siger, at manden er syg. Det er meget sandt. Men deres majestæt må undskylde mig for at bemærke, at det kendetegner en generøs og stærk mand at behandle de syge og svagelige med venlighed."
Temperley fastslår herefter: "Tyrkiets 'sygelighed' optog Nicolaj gennem hele hans regeringstid. Hvad han egentlig sagde blev udeladt i den Blå Bog ud fra en misforstået anstændighedsfølelse. Han sagde ikke den 'syge' mand, men 'bjørnen dør ... bjørnen er døende ... man kan give ham muskos, men selv muskos vil ikke holde ham i live længe.'"
Hverken Nicolaj eller Seymour medtog Europa, som lader til at være blevet tilføjet senere, og det kan meget vel have været et journalistisk fejlcitat.
Tag første gang betegnelsen blev brugt i New York Times (12. maj 1860): 
Østrigs tilstand i øjeblikket er ikke mindre truende i sig selv, om end mindre alarmerende for freden i verden end tilstanden i Tyrkiet da zar Nicolaj foreslog England sammen med ham at skrive  
et testamente for "Europas syge mand". Det er bestemt knap inden for sandsynlighedens grænse, at der skal gå et år mere for Huset Habsburg uden at Kejserriget Østrig rammes af en katastrofe, som er uden lige i Europa siden Polens undergang .
Man skal ikke kun bemærke, at det ikke er det zar Nicolaj forsøgte at gøre eller hvad han sagde, men at forfatteren af denne artikel brugte begrebet til at pege på en anden "syg mand", som i højere grad var accepteret som en europæisk stormagt.
Senere førte dette syn de allierede i 1. verdenskrig til at undervurdere det osmanniske rige, hvilket til dels førte til det katastrofale Gallipoli felttog. Til sidst brød den "syge mand" dog sammen under de talrige britiske angreb i Mellemøsten under 1. verdenskrig. 

## Senere brug
Betegnelsen Europas syge mand har i nyere tid været brugt om forskellige europæiske stormagter i økonomiske vanskeligheder. I 1970'erne blev betegnelsen brugt om Storbritannien i forbindelse med at det var ramt af økonomisk stagnation og uro på arbejdsmarkedet.
I slutningen af 1990'erne blev betegnelsen brugt om Tyskland som følge af de store udfordringer i kølvandet på den tyske genforening.   
I maj 2005 brugte The Economist betegnelsen om Italien og kaldte landet for "Europas rigtige syge mand". Det drejede sig om Italiens strukturelle og politiske vanskeligheder, som stod i vejen for økonomiske reformer og ny økonomisk vækst.
Betegnelsen blev brugt om Rusland i bogen Kremlin Rising: Vladimir Putin's Russia and the End of Revolution af Peter Baker og Susan Glasser, og af Mark Steyn i hans bog fra 2006 America Alone: The End of the World as We Know It.
Betegnelsen Europas syge mand har også været anvendt om Portugal, Frankrig, Grækenland og hele euro-området. 